# Michael Simões Domingues
Michael Simões Domingues CvIH (8 de Março de 1991, (Yverdon-les-Bains, Suíça), é um futebolista profissional português e atende pela alcunha de Mika.
Na temporada de 2010/2011, Mika defendeu o União de Leiria e deu nas vistas nos jogos com o Sporting em Alvalade, e o Benfica na Luz, tendo despertado o interesse dos encarnados, e tendo sido contratado para a temporada 2011/2012 em negociação finalizada na janela de verão de 2011. Janeiro de 2014 acerta a rescisão do contrato por mútuo acordo com os encarnados e vai jogar para o Atlético CP.
Há de se destacar que Mika é o guardião da selecção sub-20, e teve exibições de destaque, ajudando Portugal a se classificar para a final do Mundial de Sub-20 de 2011 contra as temidas Argentina e França. No final da competição, foi eleito melhor guarda-redes da competição, ganhando a Luva de Ouro.

## Prémios Individuais
Seleção Portuguesa
- Mundial Sub-20: 2011 (Luva de Ouro)

A 6 de Setembro de 2011 foi feito Cavaleiro da Ordem do Infante D. Henrique.

## Prémios
SL Benfica
- Taça da Liga 2011-12

Seleção Portuguesa
- Mundial Sub-20: 2011 (Vice-Campeonato)